# Stany Zjednoczone na Zimowych Igrzyskach Olimpijskich 2002
Stany Zjednoczone na Zimowych Igrzyskach Olimpijskich 2002 reprezentowało 202 zawodników. Był to dziewiętnasty start Stanów Zjednoczonych na zimowych igrzyskach olimpijskich.

## Zdobyte medale
| Medal  | Zawodnik | Dyscyplina sportowa   | Konkurencja                 |
| ------ | --- | --------------------- | --------------------------- |
| Złoto  | Jill Bakken Vonetta Flowers | Bobsleje              | Dwójki kobiet               |
| Złoto  | Sarah Hughes | Łyżwiarstwo figurowe  | Solistki                    |
| Złoto  | Apolo Anton Ohno | Short track           | 1500 m mężczyzn             |
| Złoto  | Jimmy Shea | Skeleton              | Mężczyźni                   |
| Złoto  | Tristan Gale | Skeleton              | Kobiety                     |
| Złoto  | Ross Powers | Snowboarding          | Halfpipe mężczyzn           |
| Złoto  | Kelly Clark | Snowboarding          | Halfpipe kobiet             |
| Złoto  | Casey FitzRandolph | Łyżwiarstwo szybkie   | 500 m mężczyzn              |
| Złoto  | Derek Parra | Łyżwiarstwo szybkie   | 1500 m mężczyzn             |
| Złoto  | Chris Witty | Łyżwiarstwo szybkie   | 1000 m kobiet               |
| Srebro | Bode Miller | Narciarstwo alpejskie | Kombinacja mężczyzn         |
| Srebro | Bode Miller | Narciarstwo alpejskie | Gigant mężczyzn             |
| Srebro | Todd Hays Garrett Hines Randy Jones Bill Schuffenhauer | Bobsleje              | Czwórki mężczyzn            |
| Srebro | Joe Pack | Narciarstwo dowolne   | Skoki akrobatyczne mężczyzn |
| Srebro | Travis Mayer | Narciarstwo dowolne   | Jazda po muldach mężczyzn   |
| Srebro | Shannon Bahrke | Narciarstwo dowolne   | Jazda po muldach kobiet     |
| Srebro | Tony Amonte Tom Barrasso Chris Chelios Adam Deadmarsh Chris Drury Mike Dunham Bill Guerin Phil Housley Brett Hull John LeClair Brian Leetch Aaron Miller Mike Modano Tom Poti Brian Rafalski Mike Richter Jeremy Roenick Brian Rolston Gary Suter Keith Tkachuk Doug Weight Mike York Scott Young | Hokej na lodzie       | Mężczyźni                   |
| Srebro | Chris Bailey Laurie Baker Karyn Bye Julie Chu Natalie Darwitz Sara Decosta Tricia Dunn-Luoma Cammi Granato Courtney Kennedy Andrea Kilbourne Katie King Shelley Looney Sue Merz Allison Mleczko Tara Mounsey Jenny Potter Angela Ruggiero Sarah Tueting Lyndsay Wall Krissy Wendell               | Hokej na lodzie       | Kobiety                     |
| Srebro | Mark Grimmette Brian Martin | Saneczkarstwo         | Dwójki mężczyzn             |
| Srebro | Apolo Anton Ohno | Short track           | 1000 m mężczyzn             |
| Srebro | Lea Ann Parsley | Skeleton              | Kobiety                     |
| Srebro | Danny Kass | Snowboarding          | Halfpipe mężczyzn           |
| Srebro | Derek Parra | Łyżwiarstwo szybkie   | 5000 m mężczyzn             |
| Brąz   | Mike Kohn Doug Sharp Brian Shimer Dan Steele | Bobsleje              | Czwórki mężczyzn            |
| Brąz   | Timothy Goebel | Łyżwiarstwo figurowe  | Soliści                     |
| Brąz   | Michelle Kwan | Łyżwiarstwo figurowe  | Solistki                    |
| Brąz   | Clay Ives Chris Thorpe | Saneczkarstwo         | Dwójki mężczyzn             |
| Brąz   | Rusty Smith | Short track           | 500 m mężczyzn              |
| Brąz   | Jarret Thomas | Snowboarding          | Halfpipe mężczyzn           |
| Brąz   | Chris Klug | Snowboarding          | Gigant równoległy mężczyzn  |
| Brąz   | Kip Carpenter | Łyżwiarstwo szybkie   | 500 m mężczyzn              |
| Brąz   | Joey Cheek | Łyżwiarstwo szybkie   | 1000 m mężczyzn             |
| Brąz   | Jennifer Rodriguez | Łyżwiarstwo szybkie   | 1000 m kobiet               |
| Brąz   | Jennifer Rodriguez | Łyżwiarstwo szybkie   | 1500 m kobiet               |

## Wyniki reprezentantów Stanów Zjednoczonych

### Biathlon
Mężczyźni
- Jay Hakkinen

bieg pościgowy - 13. miejsce
- Jeremy Teela

sprint - 20. miejsce
bieg indywidualny - 14. miejsce
- Jeremy Teela
Dan Campbell
Jay Hakkinen
Lawton Redman

sztafeta - 15. miejsce
Kobiety
- Kara Salmela

sprint - 49. miejsce
bieg pościgowy - 45. miejsce
- Rachel Steer

bieg indywidualny - 31. miejsce
- Kara Salmela
Rachel Steer
Andrea Nahrgang
Kristina Sabasteanski

sztafeta - 15. miejsce

### Bobsleje
Mężczyźni
- Todd Hays
Garrett Hines

Dwójki - 4. miejsce
- Brian Shimer
Darrin Steele

Dwójki - 9. miejsce
- Todd Hays
Randy Jones
Bill Schuffenhauer
Garrett Hines

Czwórki - 
- Brian Shimer
Mike Kohn
Doug Sharp
Dan Steele

Czwórki - 
Kobiety
- Jill Bakken
Vonetta Flowers

Dwójki - 
- Jean Racine
Gea Johnson

Dwójki - 5. miejsce

### Biegi narciarskie
Mężczyźni
- John Bauer

15 km stylem klasycznym - 12. miejsce
20 km łączony - 19. miejsce
50 km stylem klasycznym - 33. miejsce
- Lars Flora

Sprint - 36. miejsce
15 km stylem klasycznym - 54. miejsce
30 km stylem dowolnym - 54. miejsce
- Kris Freeman

Sprint - 41. miejsce
15 km stylem klasycznym - 22. miejsce
20 km łączony - 14. miejsce
- Andrew Johnson

30 km stylem dowolnym - 21. miejsce
50 km stylem klasycznym - 51. miejsce
- Torin Koos

Sprint - 35. miejsce
- Carl Swenson

Sprint - 29. miejsce
30 km stylem dowolnym - 56. miejsce
- Justin Wadsworth

20 km łączony - 42. miejsce
30 km stylem dowolnym - DNF
50 km stylem klasycznym - DNF
- Patrick Weaver

15 km stylem klasycznym - 16. miejsce
20 km łączony - 45. miejsce
- Justin Wadsworth
Kris Freeman
John Bauer
Carl Swenson

sztafeta - 5. miejsce
Kobiety
- Tessa Benoit

Sprint - 38. miejsce
10 km stylem klasycznym - 52. miejsce
- Kristina Joder

Sprint - 48. miejsce
15 km stylem dowolnym - 53. miejsce
- Barbara Jones

15 km stylem dowolnym - 43. miejsce
30 km stylem klasycznym - 35. miejsce
- Nina Kemppel

10 km stylem klasycznym - 38. miejsce
10 km łączony - 30. miejsce
15 km stylem dowolnym - 29. miejsce
30 km stylem klasycznym - 15. miejsce
- Aelin Peterson

Sprint - 46. miejsce
10 km stylem klasycznym - 53. miejsce
10 km łączony - 51. miejsce
- Kikkan Randall

Sprint - 44. miejsce
10 km łączony - 60. miejsce
- Wendy Kay Wagner

10 km stylem klasycznym - 36. miejsce
10 km łączony - 48. miejsce
30 km stylem klasycznym - 23. miejsce
- Wendy Kay Wagner
Nina Kemppel
Barbara Jones
Aelin Peterson

sztafeta - 13. miejsce

### Curling
Mężczyźni
- Tim Somerville, Don Barcome Jr, Myles Brundidge, John Gordon, Mike Schneeberger – 3. zwycięstwa, 6. porażek - wynik końcowy - 9. miejsce

Kobiety
- Kari Erickson, Joni Cotten, Stacey Liapis, Ann Swisshelm, Deborah McCormick – 6. zwycięstw, 4. porażki - wynik końcowy - 4. miejsce

### Hokej na lodzie
Mężczyźni
- Tony Amonte, Tom Barrasso, Chris Chelios, Adam Deadmarsh, Chris Drury, Mike Dunham, Bill Guerin, Phil Housley, Brett Hull, John LeClair, Brian Leetch, Aaron Miller, Mike Modano, Tom Poti, Brian Rafalski, Mike Richter, Jeremy Roenick, Brian Rolston, Gary Suter, Keith Tkachuk, Doug Weight, Mike York, Scott Young –

Kobiety
- Chris Bailey, Laurie Baker, Karyn Bye, Julie Chu, Natalie Darwitz, Sara Decosta, Tricia Dunn-Luoma, Cammi Granato, Courtney Kennedy, Andrea Kilbourne, Katie King, Shelley Looney, Sue Merz, Allison Mleczko, Tara Mounsey, Jenny Potter, Angela Ruggiero, Sarah Tueting, Lyndsay Wall, Krissy Wendell –

### Kombinacja norweska
Mężczyźni
- Matt Dayton

Sprint - 36. miejsce
Gundersen - 18. miejsce
- Bill Demong

Sprint - 14. miejsce
Gundersen - 19. miejsce
- Todd Lodwick

Sprint - 5. miejsce
Gundersen - 7. miejsce
- Johnny Spillane

Sprint - 32. miejsce
Gundersen - 32. miejsce
- Todd Lodwick
Matt Dayton
Johnny Spillane
Bill Demong

sztafeta - 4. miejsce

### Łyżwiarstwo figurowe
Mężczyźni
- Todd Eldredge

soliści - 6. miejsce
- Timothy Goebel

soliści - 
- Michael Weiss

soliści - 7. miejsce
Kobiety
- Sasha Cohen

solistki - 4. miejsce
- Sarah Hughes

solistki - 
- Michelle Kwan

solistki - 
Pary
- Kyoko Ina
John Zimmerman

Pary sportowe - 5. miejsce
- Tiffany Scott
Philip Dulebohn

Pary sportowe - 13. miejsce
- Naomi Lang
Peter Tchernyshev

Pary taneczne - 11. miejsce
- Beata Handra
Charles Sinek

Pary taneczne - 23. miejsce

### Łyżwiarstwo szybkie
Mężczyźni
- KC Boutiette

5000 m - 5. miejsce
- Kip Carpenter

500 m - 
1000 m - 4. miejsce
- Joey Cheek

500 m - 6. miejsce
1000 m - 
1500 m - 4. miejsce
- Casey FitzRandolph

500 m - 
1000 m - 7. miejsce
- Jason Hedstrand

10000 m - 12. miejsce
- Derek Parra

1500 m - 
5000 m - 
10000 m - 13. miejsce
- Nick Pearson

1000 m - 6. miejsce
1500 m - 6. miejsce
- J.P. Shilling

1500 m - 14. miejsce
- Jondon Trevena

5000 m - 15. miejsce
Kobiety
- Annie Driscoll

3000 m - 21. miejsce
5000 m - 14. miejsce
- Elli Ochowicz

500 m - 22. miejsce
- Catherine Raney Norman

3000 m - 13. miejsce
5000 m - 9. miejsce
- Jennifer Rodriguez

1000 m - 
1500 m - 
3000 m - 7. miejsce
- Amy Sannes

500 m - DNF
1000 m - 14. miejsce
1500 m - 8. miejsce
- Becky Sundstrom

500 m - 20. miejsce
1000 m - 16. miejsce
1500 m - 13. miejsce
- Chris Witty

500 m - 14. miejsce
1000 m - 
1500 m - 5. miejsce

### Narciarstwo alpejskie
Mężczyźni
- Jakub Fiala

zjazd - 27. miejsce
kombinacja - 19. miejsce
- Chip Knight

slalom - 11. miejsce
- Scott Macartney

zjazd - 29. miejsce
supergigant - 25. miejsce
- Bode Miller

gigant - 
slalom - 24. miejsce
kombinacja - 
- Casey Puckett

kombinacja - DNF
- Daron Rahlves

zjazd - 16. miejsce
supergigant - 8. miejsce
- Tom Rothrock

slalom - DNF
- Erik Schlopy

gigant - DNF
slalom - 13. miejsce
- Dane Spencer

slalom - 16. miejsce
- Marco Sullivan

zjazd - 9. miejsce
supergigant - DNF
- Thomas Vonn

supergigant - 9. miejsce
gigant - 19. miejsce
Kobiety
- Kirsten Clark

zjazd - 12. miejsce
supergigant - 14. miejsce
gigant - 26. miejsce
- Lindsey Kildow

slalom - 32. miejsce
kombinacja - 6. miejsce
- Kristina Koznick

gigant - 17. miejsce
slalom - DNF
- Caroline Lalive

zjazd - DNF
supergigant - DNF
kombinacja - DNF
- Julia Mancuso

kombinacja - 13. miejsce
- Jonna Mendes

zjazd - 11. miejsce
supergigant - 16. miejsce
- Katie Monahan

supergigant - 17. miejsce
- Tasha Nelson

slalom - DNF
- Alex Shaffer

gigant - 28. miejsce
- Sarah Schleper

gigant - 21. miejsce
slalom - DNF
- Picabo Street

zjazd - 16. miejsce

### Narciarstwo dowolne
Mężczyźni
- Eric Bergoust

skoki akrobatyczne - 12. miejsce
- Jeremy Bloom

jazda po muldach - 9. miejsce
- Brian Currutt

skoki akrobatyczne - 6. miejsce
- Evan Dybvig

jazda po muldach - 28. miejsce
- Travis Mayer

jazda po muldach - 
- Jonny Moseley

jazda po muldach - 4. miejsce
- Joe Pack

skoki akrobatyczne - 
- Jeret Peterson

skoki akrobatyczne - 9. miejsce
Kobiety
- Shannon Bahrke

jazda po muldach - 
- Ann Battelle

jazda po muldach - 7. miejsce
- Tracy Evans

skoki akrobatyczne - 14. miejsce
- Hannah Hardaway

jazda po muldach - 5. miejsce
- Brenda Petzold

skoki akrobatyczne - 17. miejsce
- Jillian Vogtli

jazda po muldach - 18. miejsce

### Saneczkarstwo
Mężczyźni
- Tony Benshoof

jedynki - 17. miejsce
- Adam Heidt

jedynki - 4. miejsce
- Nick Sullivan

jedynki - 26. miejsce
- Brian Martin
Mark Grimmette

dwójki - 
- Chris Thorpe
Clay Ives

dwójki - 
Kobiety
- Ashley Hayden

jedynki - 8. miejsce
- Becky Wilczak

jedynki - 5. miejsce
- Courtney Zablocki

jedynki - 13. miejsce

### Short track
Mężczyźni
- Apolo Anton Ohno

500 m - 11. miejsce
1000 m - 
1500 m - 
- Rusty Smith

500 m - 
1000 m - 9. miejsce
1500 m - 6. miejsce
- Ron Biondo
Apolo Anton Ohno
Rusty Smith
Dan Weinstein

sztafeta - 4. miejsce
Kobiety
- Caroline Hallisey

500 m - 5. miejsce
1000 m - 10. miejsce
- Amy Peterson

500 m - 13. miejsce
1500 m - 13. miejsce
- Erin Porter

1000 m - 27. miejsce
1500 m - DSQ
- Julie Goskowicz
Caroline Hallisey
Amy Peterson
Erin Porter

sztafeta - 7. miejsce

### Skeleton
Mężczyźni
- Lincoln DeWitt – 5. miejsce
- Jim Shea Junior –
- Chris Soule – 7. miejsce

Kobiety
- Tristan Gale –
- Lea Ann Parsley –

### Skoki narciarskie
Mężczyźni
- Alan Alborn

Skocznia duża - 34. miejsce
Skocznia normalna - 11. miejsce
- Brendan Doran

Skocznia duża - 43. miejsce
Skocznia normalna - 44. miejsce
- Clint Jones

Skocznia duża - 42. miejsce
Skocznia normalna - 39. miejsce
- Tommy Schwall

Skocznia duża - 51. miejsce
- Brian Welch

Skocznia normalna - 39. miejsce
- Brian Welch
Tommy Schwall
Clint Jones
Alan Alborn

drużyna - 11. miejsce

### Snowboard
Mężczyźni
- Tommy Czeschin

halfpipe - 6. miejsce
- Jeff Greenwood

gigant równoległy - 20. miejsce
- Danny Kass

halfpipe - 
- Chris Klug

gigant równoległy - 
- JJ Thomas

halfpipe - 
- Peter Thorndike

gigant równoległy - 27. miejsce
- Ross Powers

halfpipe - 
Kobiety
- Tricia Byrnes

halfpipe - 6. miejsce
- Kelly Clark

halfpipe - 
- Shannon Dunn

halfpipe - 5. miejsce
- Rosey Fletcher

gigant równoległy - 26. miejsce
- Lisa Kosglow

gigant równoległy - 8. miejsce
- Lisa Odynski

gigant równoległy - 27. miejsce
- Sondra Van Ert

gigant równoległy - 17. miejsce